# Кемал Кълъчдаролу
Кемал Кълъчдароулу (на турски: Kemal Kılıçdaroğlu) е турски политик, председател на опозиционната Републиканската народна партия в Турция от 22 май 2010 година.

## Биография
Кълъчдароулу е роден на 17 декември 1948 г. в село Балъджа, окръг Назъмие, вилает Тунджели. Израства в семейство на седем деца. Баща му е сред хилядите изселени алевити след проваленият им бунт в Дерсим през 1930–те години.
През 1971 г. завършва Анкарската академия за икономика и търговия, след това заминава за една година на обучение във Франция. През 1983 г. е назначен в Главна дирекция „Приходи“, където работи в длъжностите от началник на отдела до заместник генерален директор.

## Президентски избори 2023
Кемал Кълъчдароулу е издигнат за кандидат на Републиканската народна партия и на Националния алианс за президентските избори през 2023 г., като Екрем Имамоглу и Мансур Яваш, кметове на Истанбул и Анкара, се кандидатират за негови вицепрезиденти.